# NATO-Gipfel in Madrid 1997
Der NATO-Gipfel in Madrid 1997 fand in Madrid (Spanien) vom 8. bis 9. Juli 1997 statt. Erstmals war Spanien Gastgeber des Gipfeltreffens der Staats- und Regierungschefs des Nordatlantikrates.

## NATO-Gipfelteilnehmer (Staats- und Regierungschefs)
| - Jean-Luc Dehaene, Belgien - Poul Nyrup Rasmussen, Dänemark - Helmut Kohl, Deutschland - Jacques Chirac, Frankreich - Konstantinos Simitis, Griechenland - Davíð Oddsson, Island - Romano Prodi, Italien - Jean Chrétien, Kanada | - Jean-Claude Juncker, Luxemburg - Wim Kok, Niederlande - Thorbjørn Jagland, Norwegen - António Guterres, Portugal - José María Aznar, Spanien - Necmettin Erbakan, Türkei - Tony Blair, Großbritannien - Bill Clinton, USA |

## Themen und Entscheidungen auf dem NATO-Gipfel
Mit den Madrider Entscheidungen erfolgte die Neuausrichtung der NATO in der europäischen Sicherheitsarchitektur. Im Rahmen der Pläne zur NATO-Osterweiterung wurden die 6 Jahre zuvor noch zum Warschauer Pakt (1991 gekündigt) gehörenden Staaten Polen, Tschechische Republik und Ungarn entsprechende Beitrittsverhandlungen nach Artikel 10 des Nordatlantikvertrages angeboten, die auch vorsahen, diese drei Staaten bis zum 50. Jahrestag der NATO im April 1999 in das Bündnis aufzunehmen. Die von einigen NATO-Staaten, besonders durch Frankreich, favorisierten zusätzlichen Angebote zu Beitrittsverhandlungen an Rumänien und Slowenien wurden indes durch Einwände der US-Regierung unter Bill Clinton noch nicht beschlossen, hierbei wurde auf eine spätere Berücksichtigung verwiesen.
Bedeutend war auch der Abschluss des militärischen Partnerschaftsvertrages mit der Ukraine. Die NATO-Ukraine-Charta sieht demnach eine Beteiligung ukrainischer Streitkräfte im Rahmen einer NATO-geführten Combined Joint Task Force (CJTF) vor, wenn diese mit einem Mandat des Sicherheitsrates der Vereinten Nationen oder der Organisation für Sicherheit und Zusammenarbeit in Europa (OSZE) ausgestattet ist. Ebenso erfolgt seitdem eine Beteiligung der Ukraine im Bereich der militärischen Zusammenarbeit im Rahmen der Partnerschaft für den Frieden (PfP), die von dem neuen Euro-Atlantischen Partnerschaftsrat (EAPR) als Nachfolger des Nordatlantischen Kooperationsrates (NAKR) koordiniert werden.
Bereits vor dem Gipfel wurde die Grundakte über gegenseitige Beziehungen, Zusammenarbeit und Sicherheit zwischen der NATO und der Russischen Föderation am 27. Mai 1997 in Paris von den Staats- und Regierungschefs der NATO-Staaten und der russischen Regierung unter Boris Jelzin unterzeichnet. Als Konsultationsforum wurde der NATO-Russland-Rat (NRR) geschaffen. Dennoch gab es kontroverse Diskussionen um die geplante NATO-Osterweiterung. Russland lehnte diese weiterhin kategorisch ab und plante als Reaktion eine engere militärische Zusammenarbeit mit Belarus und den anderen GUS-Staaten.
Die Entwicklung in der Krisenregion Bosnien-Herzegowina war ein weiteres Thema, u. a. der Einsatz der Stabilization Force (SFOR) und die politische Lage in der Republika Srpska. Die NATO und die OSZE unterstützten hierbei zunächst die Reformentscheidungen der seit 1996 amtierenden Präsidentin Biljana Plavšić diplomatisch. Die Präsidentin die zugleich Oberkommandierende war, hatte das Parlament aufgelöst, um dadurch das antidemokratische Klima und die Blockade von verfassungsgemäßen Entscheidungen von Seiten der Armeeführung zu bekämpfen, seitdem ein interner Machtkampf ausgelöst wurde.
Weitere Themen des Gipfeltreffens waren die Beschlüsse der NATO, das Strategische Konzept von 1991 (einschließlich der Nuklearstrategie) im Sinne der sicherheitspolitischen Veränderungen zu überprüfen und den seit Dezember 1994 bestehenden Mittelmeerdialog mit den  MittelmeeranrainerstaatenÄgypten, Israel, Jordanien, Mauretanien, Marokko und Tunesien zu intensivieren. Hierzu wurde eigens die Mittelmeerkoordinierungsgruppe (Mediterranean Coordination Group, MCG) eingerichtet. Jordanien und Mauretanien sind hierbei keine direkten Anrainerstaaten. Mauretanien wurde aber auf Betreiben der NATO-Staaten Portugal und Spanien miteinbezogen.

## Erklärung von Madrid
Paragraph 1 bis 4 der Erklärung von Madrid zur Euroatlantischen Sicherheit und Zusammenarbeit (englisch: Madrid Declaration
on Euro-Atlantic Security and Cooperation):
„1. Wir, die Staats- und Regierungschefs der Mitgliedsstaaten des Nordatlantischen Bündnisses, sind in Madrid zusammengekommen, um der neuen NATO auf unserem Weg ins 21. Jahrhundert Gestalt zu verleihen. Bei der inneren Anpassung des Bündnisses sind substantielle Fortschritte erreicht worden. Als einen wesentlichen Schritt im Rahmen des evolutionären Prozesses der Öffnung des Bündnisses haben wir drei Länder eingeladen, Beitrittsgespräche aufzunehmen. Wir haben unsere Beziehungen zu den Partnern durch den neuen Euroatlantischen Partnerschaftsrat und die Partnerschaft für den Frieden substantiell gestärkt. Die Unterzeichnung der Grundakte zwischen der NATO und Rußland am 27. Mai sowie der Charta über eine ausgeprägte Partnerschaft mit der Ukraine am morgigen Tag legen ebenfalls Zeugnis ab für unser Bekenntnis zu einem ungeteilten Europa. Wir sind ferner im Begriff, unseren Mittelmeerdialog zu verstärken. Unser Ziel ist es, Frieden und Stabilität im euroatlantischen Raum zu stärken. (...)“
„2. Wir kommen der Verwirklichung unserer Vision einer gerechten und dauerhaften Friedensordnung für das ganze Europa auf Grundlage von Menschenrechten, Freiheit und Demokratie näher. Im Ausblick auf den 50. Jahrestag des Nordatlantikvertrages bekräftigen wir unser Engagement für eine starke, dynanamische Partnerschaft zwischen den europäischen und nordamerikanischen Verbündeten, die stets das Fundament des Bündnisses sowie eines freien und prosperierenden Europas war und sein wird. Die Vitalität der transatlantischen Bindung wird von der Herausbildung einer echten, ausgewogenen Partnerschaft profitieren, in deren Rahmen Europa mehr Verantwortung übernimmt. (...) “
„3. Wir haben unter gleichzeitiger Beibehaltung der Kernfunktion der kollektiven Verteidigung unsere politischen und militärischen Strukturen angepaßt, um unsere Fähigkeit zur Meisterung der neuen Herausforderungen regionaler Krisen- und Konfliktbewältigung zu verbessern. Der fortgesetzte Beitrag der NATO zum Frieden in Bosnien und Herzegowina und das beispiellose Maß an Zusammenarbeit mit anderen Staaten und internationalen Organisationen in diesem Land spiegeln den kooperativen Ansatz wider, der den Schlüssel zum Aufbau unserer gemeinsamen Sicherheit bildet. Eine neue NATO ist im Entstehen begriffen; eine neue NATO für ein neues ... Europa.“
„4. Die Sicherheit der NATO-Mitglieder ist untrennbar verknüpft mit der Sicherheit ganz Europas. Die Verbesserung des Sicherheits- und Stabilitätsumfeldes von Staaten im euro-atlantischen Raum, in denen der Friede zerbrechlich ist und Instabilität gegenwärtig vorherrscht, bleibt ein wichtiges Anliegen des Bündnisses. (...)“

## Presseerklärung des NATO-Generalsekretärs

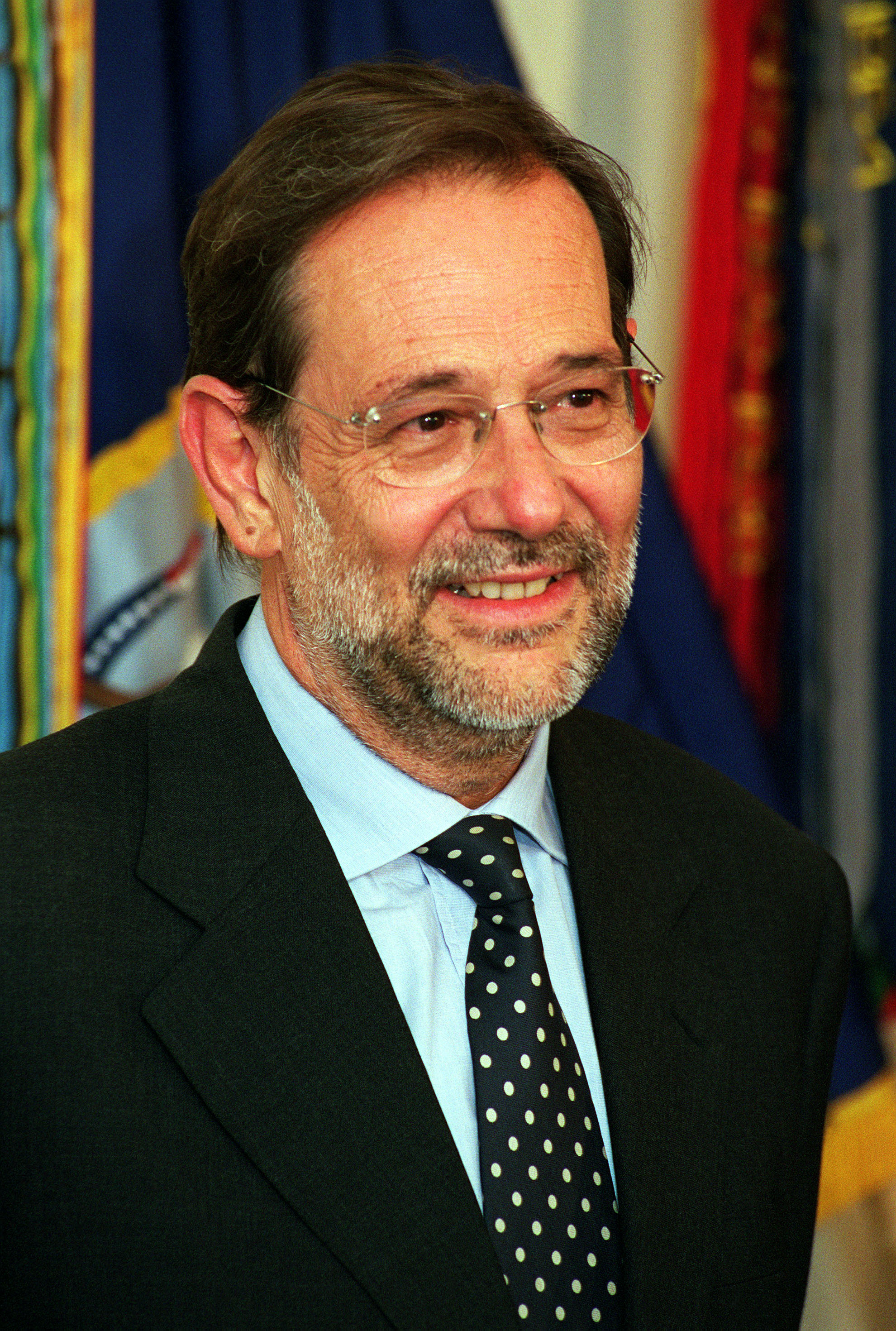
NATO-Generalsekretär Javier Solana (1999)

Am 8. Juli 1997 gab der NATO-Generalsekretär Javier Solana in Anwesenheit der Staats und Regierungschefs folgende Presseerklärung ab:
„Heute haben die Staats- und Regierungschefs vereinbart, Tschechien, Ungarn und Polen einzuladen, Beitrittsverhandlungen mit der NATO aufzunehmen. Unser Ziel ist die Unterzeichnung des Beitrittsprotokolls während der Ministertagungen im Dezember 1997 und der so rechtzeitige Abschluss des Ratifizierungsverfahrens, dass die Mitgliedschaft dieser Staaten bis zum 50. Jahrestag des Washingtoner Vertrages im April 1999 rechtskräftig wird. Wir bekräftigen, dass nach Artikel 10 des Nordatlantikvertrages die Allianz für neue Mitglieder offen bleibt. Das Bündnis wird weiterhin neue Mitglieder willkommen heißen, die in der Lage sind, die Grundsätze des Vertrages zu fördern und zur Sicherheit des euroatlantischen Gebietes beizutragen. Das Bündnis geht davon aus, dass es in den kommenden Jahren weitere Einladungen an Staaten aussprechen wird. Die NATO wird aktive Beziehungen zu denjenigen Staaten unterhalten, die ein Interesse an der NATO-Mitgliedschaft bekundet haben, sowie zu den Staaten, die sich in Zukunft möglicherweise um eine Mitgliedschaft bemühen werden. Die Nationen, die bereits ihr Interesse zum Ausdruck gebracht haben, Mitglied der NATO zu werden, heute aber nicht zur Aufnahme von Beitrittsgesprächen eingeladen wurden, kommen weiterhin für eine künftige Mitgliedschaft in Betracht. Kein europäischer demokratischer Staat, dessen Aufnahme die Ziele des Vertrages erfüllen würde, wird von diesen Erwägungen ausgeschlossen bleiben. Im Einklang mit unserer Zusage, die Tür für den Beitritt weiterer Bündnismitglieder in Zukunft offenzuhalten, weisen wir die NATO-Außenminister ferner an, diesen Prozeß ständig zu überprüfen und uns zu berichten. Wir werden diesen Prozeß auf unserer nächsten Tagung im Jahr 1999 überprüfen. Mit Blick auf die Beitrittsaspiranten würdigen wir mit großem Interesse und berücksichtigen die positiven Entwicklungen in Richtung Demokratie und Rechtsstaat in einer Reihe von südosteuropäischen Ländern, insbesondere Rumänien und Slowenien. Das Bündnis würdigt die Notwendigkeit, größerer Stabilität, Sicherheit und regionale Zusammenarbeit in den Ländern Südosteuropas aufzubauen und deren zunehmende Integration in die euro-atlantische Gemeinschaft zu fördern. Gleichzeitig würden wir die Fortschritte in Richtung größerer Stabilität und Zusammenarbeit, die die Staaten in der baltischen Region, die auch Beitrittsaspiranten sind, erzielt haben. Mit Blick auf die Zukunft des Bündnisses werden Fortschritte in Richtung auf diese Ziele für unser übergeordnetes Ziel eines freien, prosperierenden und ungeteilten Europas, in dem Frieden herrscht, wichtig sein.“